# Maria Laura Rodotà
Maria Laura Rodotà (Roma, 25 settembre 1961) è una giornalista italiana.

## Biografia
Figlia di Stefano Rodotà, giurista, politico ed ex presidente dell'Autorità garante per la protezione dei dati personali, e della giornalista Carla Pogliano, è laureata in Filosofia alla Sapienza - Università di Roma. Dopo essere stata segnalata dal padre a Claudio Sabelli Fioretti, inizia a lavorare per quest'ultimo nella redazione di Panorama come stagista. Si trasferisce poi per conto del settimanale a Washington, dove svolge il ruolo di corrispondente anche per l'Unità e Italia Radio.
Tornata in Italia, entra nella redazione dell'Espresso, al tempo diretto da Claudio Rinaldi, andando poi a scrivere per La Stampa con Gianni Riotta e Marcello Sorgi. Successivamente dirige la rivista mensile Amica. Diviene poi editorialista del Corriere della Sera; per la testata milanese ha inoltre tenuto per vari anni sul sito web del quotidiano il forum Avanti Pop, e curato una posta del cuore sull'allegato Sette.

## Vita privata
È stata sposata con il collega Massimo Gramellini; ha fatto poi coming out sposando in seconde nozze la collega Tonia Mastrobuoni.